# (8904) Yoshihara
(8904) Yoshihara – planetoida z grupy pasa głównego asteroid okrążająca Słońce w ciągu 4 lat i 44 dni w średniej odległości 2,57 au. Została odkryta 15 listopada 1995 roku w obserwatorium w Ōizumi przez Takao Kobayashiego. Nazwa planetoidy pochodzi od Masahiro Yoshihary (ur. 1928), z Yokkaichi, astronoma amatora od 1942 roku, w latach 1943 do 1951 bardzo aktywnie obserwującego gwiazdy zmienne (9 lutego 1946 niezależnie zaobserwował powtórny wybuch Nowej T CrB). Przed nadaniem nazwy planetoida nosiła oznaczenie tymczasowe (8904) 1995 VY.